# Pranas Skurdauskas
Pranas Skurdauskas (Amursk, 7 giugno 1988) è un ex cestista lituano.

## Carriera
Uscito dalle giovanili dello Žalgiris Kaunas, ha vestito i colori del Sakalai Vilnius nel corso della stagione 2005-2006.
In vista della stagione 2006-07 – tramite il suo agente Luciano Capicchioni – è approdato in Italia ai Crabs Rimini, giocando soprattutto con le giovanili. Con la prima squadra invece è sceso in campo in 7 partite di regular season per 21 minuti complessivi (3 minuti di media a partita), mentre nei play-off ha disputato due partite dei quarti di finale contro Pesaro in virtù del grave infortunio occorso al lungo italo-canadese Peter Guarasci.
Tra il 2007 e il 2009 è tornato in patria ingaggiato dall'Aisčiai Kaunas, con cui è stato impegnato sia nel massimo campionato lituano (LKL) che nella Baltic League, giocando talvolta anche nel quintetto titolare.
A partire dalla stagione sportiva 2009-10 si è trasferito agli Arkadia Traiskirchen Lions, società possieduta da Luciano Capicchioni, militante nella massima serie austriaca. Qui ha disputato tre stagioni complete iniziandone anche una quarta, ma nell'ottobre 2012 dopo sole tre partite è stato ingaggiato dai montenegrini del Mornar Bar, con cui ha chiuso la stagione. Nel 2013-14 ha vestito nuovamente la canotta degli Arkadia Traiskirchen Lions.
Skurdauskas ha poi trascorso l'annata 2014-15 in Lituania, cominciando al Mažeikiai in LKL e terminando – a partire dal dicembre 2014 – nella seconda serie nazionale al Vilniaus Vilnius. Nel 2015-2016 ha continuato a giocare nella seconda lega lituana, questa volta con i colori del Delikatesas di Joniškis, fino a quando nel gennaio 2016 è passato al BBG Herford nella Regionalliga tedesca.
È quindi tornato nella seconda serie lituana per giocare buona parte dell'annata 2016-2017 con l'Ežerūnas di Molėtai con cui ha fatto registrare 8,6 punti e 5,5 rimbalzi di media, poi nel marzo 2017 è tornato in Italia per militare nel campionato di Serie C Silver con il Bim Bum Basket Rende. Ha giocato nella C Silver calabrese anche l'anno successivo, quando ha firmato per la Vis Reggio Calabria con cui ha avuto una stagione da 19,3 punti di media e 9,8 rimbalzi a partita.
La sua carriera è proseguita in Islanda all'Höttur e successivamente ancora in Italia, dal gennaio 2019, con l'approdo al Caorle nella Serie C Gold del Veneto dove ha viaggiato a 12,1 punti a gara. Nel 2019-2020 ha invece giocato in Irlanda, al KCYMS di Killorglin.